# Dobrai Csulak Sámuel
Dobrai Csulak Sámuel (18. század) református lelkész.

## Élete
1637-ben Nagybányán végezte tanulmányait. 1645-ben lelkész volt Dabolcon, azután ismeretlen helyen, 1648-ban újfent Dabolcon működött, 1660-ban Szatmárra került a hóstátra, végül 1673-ban Salánkon volt prédikátor, Ugocsa vármegyében.
Egy imakönyvet írt 1673-ban, melyet I. Apafi Mihály fejedelemnek ajánlott, mely azonban csak jóval később, Rhédei Krisztina költségén jelent meg az alábbi címen:
Lelki olaj, mellyel az egészséges lélek a beteges lelket nagy hűséggel kenegeti, s onnan magát is vidámítja. Kolozsvár, 1730.